# لاسرتای صخره‌ای ارمنی
لاسرتای صخره‌ای ارمنی (نام علمی: Darevskia armeniaca) نام یک گونه بکرزایی از از سرده مارمولک که متعلق به تیره خانواده لاسرتاها است. لاسرتای صخره‌ای ارمنی بومی سرزمین کوهستانی ارمنستان می‌باشد و در شمال شرق ترکیه، شمال ارمنستان، جنوب گرجستان و غرب جمهوری آذربایجان یافت می‌شود.